# کاشان (اهر)
کاشان یکی از روستاهای استان آذربایجان شرقی است که در دهستان گویجه بل بخش مرکزی شهرستان اهر واقع شده‌است.این روستا ۹۹ نفر جمعیت دارد.
این روستا،زادگاه شهید اباذر حسن زاده کاشانی می باشد.